# Sabana de Parra
Pour les articles homonymes, voir Sabana.
Sabana de Parra est le chef-lieu de la municipalité de José Antonio Páez dans l'État d'Yaracuy au Venezuela.